# The Fan (banda sonora)
The Fan es el álbum recopilatorio de la banda sonora de la película de 1996 The Fan, dirigida por Tony Scott. El disco fue lanzado el 20 de agosto de 1996 por TVT Records.

## Lista de canciones
1. "Did You Mean What You Said?"- 3:49
2. "Letting Go"- 5:35
3. "Unstoppable"- 3:46
4. "Hymn of the Big Wheel"- 6:34
5. "I've Had Enough"- 2:43
6. "Little Bob"- 5:35
7. "Border Song (Holy Moses)"- 3:37
8. "What's Goin' Down"- 4:18
9. "Deliver Me"- 3:58
10. "Forever Ballin'"- 4:24
11. "I'm da Man- 5:24
12. "Sacrifice"- 19:08 (Hans Zimmer)'[2]